# Лесопитрон
Лесопитрон (E-4424) — это селективный агонист 5-HT1A-рецепторов, структурно близкий к азапиронам. В 2001 году он находился в разработке у компании Esteve в качестве потенциального анксиолитика для лечения генерализованного тревожного расстройства. Лесопитрон проходил клинические испытания II фазы, однако его разработка была прекращена без объяснения причин, и новой информации с тех пор не появлялось.